# Younes Megri
Younès Megri (en arabe : يونس ميكري, né le 15 novembre 1951 à Oujda , dans une famille d'artistes, est un artiste marocain, membre du groupe Les Frères Megri. Son père joue du luth et pratique les arts plastiques, sa mère chante dans une troupe de musique sacrée, ses frères jouent de la guitare et sa sœur s'exerce au chant moderne. De très bonne heure, Younès commence lui aussi à chanter en s'accompagnant de sa guitare. En 1960, toute la famille s'installe à Rabat. Il a une fille, Izana Megri, étudiante.

## Biographie
Younès est le plus jeune des frères Mégri que d'aucuns considèrent déjà depuis longtemps comme étant le plus pur, le mieux inspiré et aussi le plus impliqué dans les rangs de la chanson. C'est ainsi qu'il est à la fois chanteur, compositeur, dont certaines œuvres ont déjà fait le tour du monde, mais également musicien rénovateur ayant su se démarquer du style sacré et consacré des frères Megri pour aboutir à une brillante carrière de compositeur de musique de film.
C'est après Hassan Mahmoud et Jalila qu'il a investi le domaine de la chanson, il y a plus de vingt ans et qu'il a fait le tour du monde. Il s'est produit dans l'ensemble des pays du Maghreb et dans certaines capitales d'Europe, où ses prestations lui ont permis de conquérir un public nombreux qui pense que la chanson maghrébine a bien besoin du talent d'une star de sa dimension. Jeune chanteur, son ambition n'était pas tant de produire des chansons pour le plaisir que de faire évoluer ses créations en leur insufflant une part d'inspiration de ce qui se fait de mieux en Europe et en Amérique. Créateur avant-gardiste, cela fait plus de vingt ans qu'Younès Mégri s'efforce de s'identifier à ce que sera la chanson marocaine de demain. Une chanson où il n'y a de place que pour l'effort et l'imagination en vue d'un équilibre réel entre la musique et la magie des paroles.
Il se lance dans le cinéma et commence sa carrière avec le directeur de casting marocain Ahmed Boulane. C'est le premier long métrage de Boulane, Ali, Rabiaa et les autres... (2000) qui propulsera Younès Mégri aux premiers rangs des acteurs marocains dans les années 1990 pour des films marocains et internationaux. Il rejouera pour Ahmed Boulane dans Les Anges de Satan (2007) et Le Retour du fils (2012). Il joue également pour Abdelkader Lagtaâ dans Face à face (2002), pour Mohamed Mouftakir dans L'Orchestre des Aveugles (2015), pour Kamal Kamal (La Symphonie marocaine, 2006, Sotto voce, 2013), etc. 